# Ionocraft
Een door ionen aangedreven luchtvaartuig dat in het Engels ook wel verkort wordt tot ionocraft en ook wel Lifter wordt genoemd, is een luchtvaartuig dat gebruik maakt van elektrohydrodynamica (EHD) gebruikt om lift en of stuwkracht te verschaffen zonder een verbrandingsmotor of beweegbare delen te vereisen. Huidige ontwerpen produceren niet voldoende stuwkracht voor bemande vluchten of nuttige ladingen.

## Geschiedenis
Het principe van ionische wind aandrijving door middel van corona-gegenereerde geladen deeltjes werd kort na de ontdekking van elektriciteit ontdekt met referenties uit het boek Physico-Mechanical Experiments on Various Subjects door Francis Hauksbee daterend uit 1709.